# Johann Baptist Cysat
Johann Baptist Cysat (Latinizado como Cysatus; en francés, Jean-Baptiste Cysat) (Lucerna, hacia 1587-Ibidem, 17 de marzo de 1657) fue un jesuita suizo, matemático y astrónomo.

## Semblanza
Nacido en Lucerna, octavo de 14 hermanos, su padre, Renward (o Rennward) Cysat (1545–1614), había trabajado desde 1575 en Lucerna como Kanzler (empleado de la ciudad) y había publicado el primer libro europeo impreso en el que se hablaba sobre el Japón, titulado "Von den Japanischen Inseln und Königreichen" (Sobre las Islas y Reinos Japoneses) (Friburgo, 1586). 
En 1604, Cysat se unió a los Jesuitas, iniciando sus estudios de teología en marzo de 1611 en Ingolstadt.  Allí  conoció a Christoph Scheiner, a quien asistió en sus últimas observaciones de manchas solares, cuyo descubrimiento más tarde se convertiría en un asunto de disputa entre Galileo y Scheiner.
En 1618, Cysat fue nombrado profesor de matemáticas en la Universidad de Ingolstadt, sustituyendo a Scheiner en el cargo, y dejándole libre para ocuparse de sus trabajos astronómicos.  Cysat fue uno de los primeros en utilizar los nuevos telescopios desarrollados en aquella época.

## Cysat y los cometas
El trabajo más importante de Cysat estuvo centrado en los cometas, observando el cometa de 1618.  Publicó una monografía sobre el cometa titulada "Mathemata astronomica de loco, motu, magnitudine et causis cometae qui sub finem anni 1618 et initium anni 1619 en coelo fulsit. Ingolstadt Ex Typographeo Ederiano 1619" (Matemática astronómica de la posición, el movimiento, la magnitud y las causas del cometa que a finales de 1618 y comienzos de 1619 brilló en el cielo) (Ingolstadt, 1619).
Según su opinión, los cometas circulaban alrededor del sol, y demostró al mismo tiempo que la órbita del cometa era parabólica y no circular. Las observaciones de Cysat sobre el cometa están caracterizadas por su gran detalle.
Cysat observó el detalle suficiente para ser el primero en describir el núcleo de los cometas, y fue capaz de seguir la progresión del núcleo de una forma sólida a una rodeada de partículas vaporizadas. Elaboró dibujos de los núcleos de los cometas, que fueron incluidos en los mapas de otros. Sus observaciones del cometa eran tan detalladas que en 1804 todavía era considerado uno de los mejores observadores de estos cuerpos celestes. Estos trabajos también incluyen sus observaciones sobre la Nebulosa de Orión (a veces, probablemente de forma errónea, se le atribuye su descubrimiento), comparándola con la naturaleza del cometa. 
El libro de Cysat es también notable debido a que fue impreso por una mujer, Elizabeth Angermar.  Durante el siglo XVII, se eliminaron los controles de los gremios, permitiéndose que viudas o hijas pudieran hacerse cargo de los negocios de sus maridos o padres.

## Otros trabajos
Cysat observó el eclipse lunar total de 1620.  Fue rector de la Universidad Jesuita de Lucerna de 1624 a 1627.  Después de una estancia en España en 1627, donde enseñó en el centro jesuita del Colegio Imperial de Madrid,  regresó a Ingolstadt en 1630 y sirvió como rector en Innsbruck en 1637 y en Eichstätt en 1646.
Johannes Kepler visitó a Cysat en Ingolstadt, pero solo una carta de su correspondencia, datada el 23 de febrero de 1621 ha sobrevivido. El 7 de noviembre de 1631 pudo observar el tránsito de Mercurio sobre el sol (Merkurdurchgang) pronosticado por Kepler.
Posteriormente, Cysat regresó a su ciudad natal de Lucerna, donde murió el 17 de marzo de 1657.

## Eponimia
- El cráter lunar Cysatus lleva este nombre en su memoria.[2]